# Jailbreak (iOS)

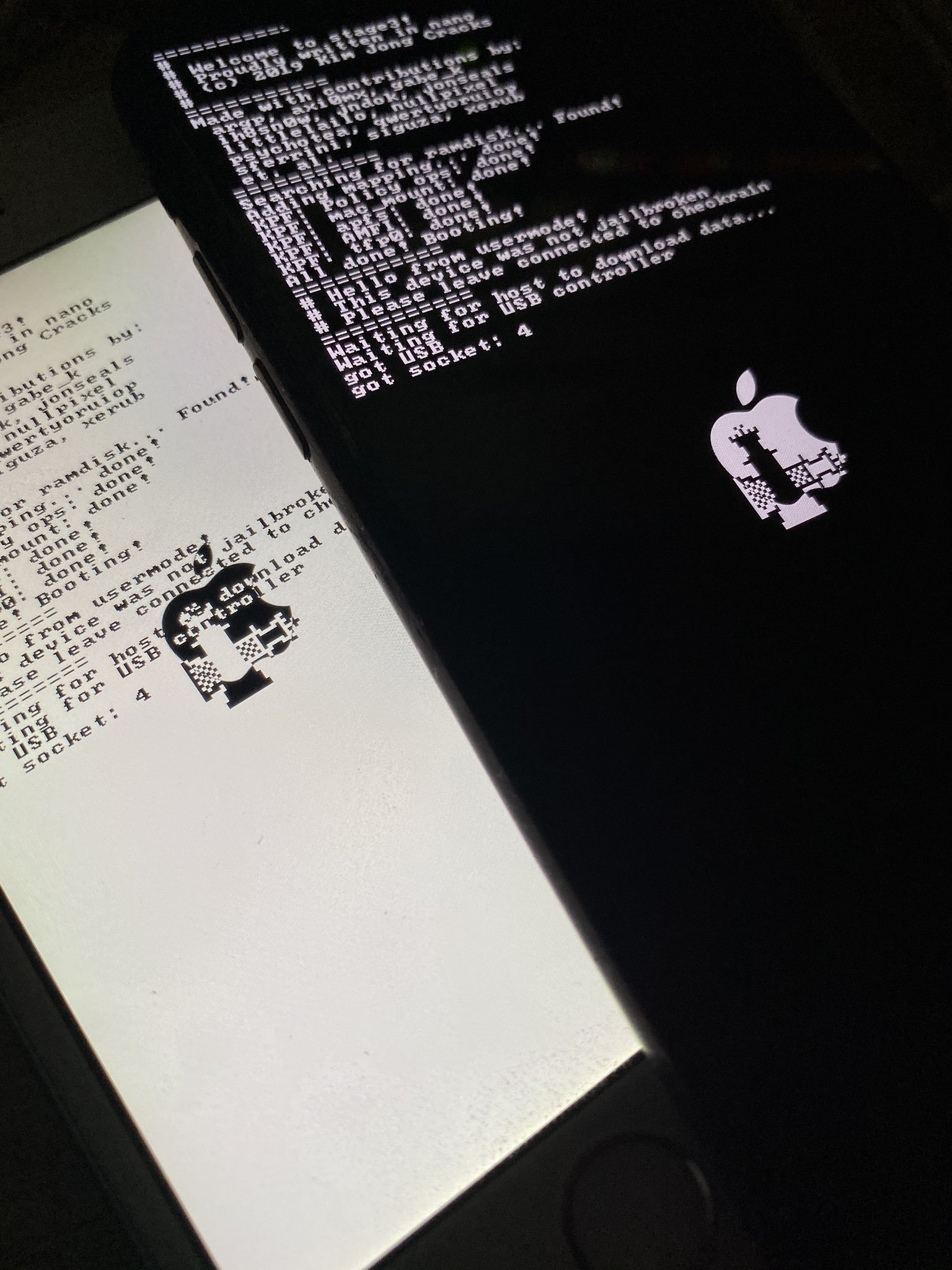
Verbose mode di due iPhone durante l'operazione di Jailbreak mediante il tool di checkra1n.

Il jailbreak (letteralmente "evasione")  è un termine che indica una procedura che rimuove le restrizioni software imposte da Apple nei dispositivi iOS (iPhone e iPod touch), iPadOS (iPad) e tvOS (Apple TV).
Permette di installare software e pacchetti di terze parti, non firmati e autorizzati da Apple, alternativi a quelli dell'App Store.
Dopo aver effettuato il jailbreak è possibile installare numerose applicazioni e modificare il software attraverso i tweak, scaricabili dagli store alternativi come Cydia, Zebra, Installer o Sileo. Un dispositivo jailbroken rimane comunque in grado di lanciare e aggiornare applicazioni comprate dallo store ufficiale.
Cydia è lo store alternativo più diffuso, mentre Icy e Rock sono altri pack manager non più supportati dagli sviluppatori. Jay Freeman "Saurik", lo sviluppatore di Cydia, nell'agosto 2008 sostenne che il jailbreak era stato effettuato da oltre 4 milioni di dispositivi, che al tempo erano il 10% dei 40 milioni degli iPhone e iPod touch venduti. 
Il jailbreak è un processo che consentiva nei primi iPhone di sbloccare e utilizzare la parte telefonica. Se si acquistava un iPhone straniero oppure venduto come operator-lock, la parte telefonica poteva essere utilizzata solo nello Stato in cui era stato acquistato o in modo esclusivo dalle SIM di quel determinato operatore.

## Aspetti legali
Il jailbreak era diventato legale negli Stati Uniti a seguito della modifica della legge sul copyright dettata dal Digital Millennium Copyright Act effettuata dalla biblioteca del Congresso tramite l'ufficio federale del diritto d'autore e pubblicata il 26 luglio 2010 sul sito ufficiale. La pubblicazione di una nuova lista lo ha però reso nuovamente illegale a partire dal 26 gennaio 2013.
Il jailbreak non è paragonabile alla pirateria, a livello tecnico è soltanto lo sblocco del File system e l'installazione di Cydia. È raccomandato evitare di installare del codice da repository sconosciuti attraverso Cydia, poiché così facendo è possibile imbattersi in malware e altri software dannosi. 
Se si esegue la procedura di jailbreak, questa fa decadere le garanzie offerte da Apple. A differenza di Android, quando si esegue lo sblocco della root nei dispositivi iOS, iPadOS o tvOS si possono riacquistare le garanzie ripristinando il dispositivo tramite iTunes, eliminando così il jailbreak.

## Aspetti tecnici

### Modalità operative
Per eseguire il jailbreak occorre utilizzare strumenti software sviluppati appositamente. Tra le principali applicazioni disponibili vi sono: Pangu, Absinthe, RedSn0w, Electra, unc0ver, Checkn1x.
Le modalità operative sono fondamentalmente due:
- tramite PC/Mac connesso al dispositivo;
- tramite app installata sul dispositivo.

### Tipi di Jailbreak
La sicurezza di un dispositivo informatico va a livelli. Ad esempio, quando avviamo l’iPhone dal tasto power, durante la fase di accensione in cui si vede la mela, prima di caricare la schermata della SpringBoard, in ordine cronologico si avviano nell'Hardware: Bootrom → LowLevelBootloader → iBoot → Device tree → Kernel.
Nella creazione di un jailbreak bisogna violare una delle seguenti fasi di avvio: come se fosse una catena, se si violano le fasi iniziali dell'avvio, sarà più facile violare le fasi successive. Ovviamente le fasi iniziali di avvio saranno più complesse da violare rispetto al kernel. Eccetto per gli exploit che violano la Bootrom, come per Limera1n e checkm8, tutte le altre falle di sicurezza possono essere facilmente corrette con un aggiornamento software. Tutti i jailbreak più recenti violano solamente il kernel di iOS.
Oggi è molto più complesso creare un jailbreak, visto che con gli anni Apple ha aggiunto sempre nuove protezioni per i suoi software. Con l'aggiornamento di iOS 9 Apple introdusse KPP, ovvero Kernel Patch Protection, rendendo più complesso modificare e iniettare "codice non ordinario" nel kernel, perché verifica con intervalli casuali che il kernel non sia stato infettato. Con l'introduzione del chip A10 Fusion presente su iPhone 7, KPP è stato integrato direttamente nell'hardware col nome di KTTR. Con l'introduzione del chip A12 Bionic venne introdotta una nuova misura di sicurezza PACs, Pointer Authentication Codes, con lo scopo di impedire la modifica dei puntatori a funzione e degli indirizzi di ritorno (puntatori a codice).
KPPLess è un metodo di jailbreaking sviluppato da xerub, che non richiede un bypass di KPP. Si va così a modificare parti del sistema non esaminate da KPP, in questo modo, aggirandolo.
PACless è un metodo di jailbreaking, sviluppato da pwn20wnd e Jakeashacks, che permette l'esecuzione dello sblocco dei processori A12 senza possedere un bypass PAC.
Quando un dispositivo viene avviato, esso carica inizialmente il proprio kernel Apple. Il dispositivo quando è violato, ogni volta che viene avviato, deve possedere il proprio kernel patchato.
Un jailbreak "untethered" ha la peculiarità che se l'utente dovesse spegnere e riaccendere il dispositivo, esso si avvierebbe con il kernel già patchato senza l'aiuto di un computer. Questi jailbreak sono più complessi da creare in quanto richiedono un exploit che colpisce un livello più basso della chain of trust.
Un jailbreak "tethered", ha la necessità di dover possedere un computer per poter avviare il dispositivo ogni volta che viene acceso. Se il dispositivo si avvia autonomamente, non avrà più un kernel patchato e potrebbe bloccarsi in uno stato parziale di avvio. Utilizzando un computer bisogna eseguire la funzione di boot tethered (tramite uno strumento di jailbreaking) ogni volta che il dispositivo viene acceso. Con un jailbreak tethered, l'utente può ancora riavviare la SpringBoard (respring) sul dispositivo senza dover eseguire un avvio patchato per mezzo di un computer.
Esiste una variante detta "semi-tethered", il che significa che quando il dispositivo viene avviato, non rimarrà più in uno stato parziale di avvio, tuttavia non avrà più un kernel patchato, non sarà in grado di eseguire il codice modificato, ma potrà essere utilizzato per tutte le funzioni normali come effettuare chiamate telefoniche o inviare SMS. Per utilizzare le funzionalità che richiedono l'esecuzione di un codice modificato, l'utente deve riavviare il dispositivo con un boot tethered, tramite l'aiuto di uno strumento di jailbreaking, per poterlo avviare con un kernel patchato.
Nel Luglio del 2016, il team di PanGu introdusse il jailbreak "semi-untethered", che funziona come una soluzione semi-tethered. Quando il dispositivo viene avviato, non ha più il kernel patchato, di conseguenza non sarà in grado di eseguire "codice modificato". Tuttavia non sarà più necessario l'utilizzo di un computer per ricaricare il kernel; per riattivare il jailbreak basterà eseguire un riavvio patchato per mezzo di un'applicazione installata sul dispositivo.

## Storia

### iOS & iPadOS

#### 2007
Il primo metodo di jailbreak fu distribuito il 10 luglio. Era inizialmente concepito come mezzo per utilizzare suonerie personalizzate. Il 6 agosto venne distribuito il primo gioco per iPhone e iPod touch sviluppato da terze parti.
Il 10 ottobre, circa 3 mesi dopo l'uscita dell'iPhone, venne inventato un nuovo metodo di jailbreak. La Apple e gli hackers iniziarono un vero e proprio duello rispettivamente nel porre rimedio e nello scovare buchi nella sicurezza del sistema operativo originale. Successivamente gli hackers riuscirono a distribuire uno strumento per effettuare permanentemente il jailbreak untethered della versione 1.0 dell'iPhone OS.
Dopo la distribuzione dell'iPhone OS 2.0, l'iPhone Dev Team, un gruppo di hackers ha distribuito PwnageTool, una nuova applicazione dedicata al jailbreak che includeva un'interfaccia grafica.

#### 2009
Nel gennaio il Gabx11 ha iniziato a lavorare sulla possibilità di effettuare il tethered jailbreak (modifica che rimane attiva fino al riavvio del dispositivo a meno che non lo si colleghi al computer, sull'iPod touch 2G). Il nuovo applicativo per l'iPod touch 2G fu chiamato "redsn0w lite" e l'aprile dello stesso anno è stata pubblicata la versione 0.1 di redsn0w.
Il 10 marzo è stato distribuito l'untethered jailbreak, che a differenza del precedente permette il riavvio del dispositivo, per l'iPod touch 2G grazie a un exploit trovato dal Chronic Dev Team e sviluppato grazie al contributo di "planetbeing", membro dell'iPhone Dev Team. Per effettuare questo jailbreak in un primo momento è stata sviluppata una patch grezza, priva di interfaccia grafica che è stata implementata solo il mese successivo da planetbeing in redsn0w.
Il 17 marzo Apple ha annunciato la distribuzione del firmware 3.0 dell'iPhone iOS. Tre mesi più tardi il Dev Team ha distribuito PwnageTool 3.0 e redsn0w 0.7.2 che hanno permesso agli utenti di iPhone EDGE, iPhone 3G e iPod touch con iPhone OS 3.0 di effettuare il jailbreak sia su Mac che su Pc.
Il 9 settembre 2009, Apple con la distribuzione di iPhone OS 3.1, correggendo nuovamente i bug che permettevano il jailbreak del dispositivo ma ancora una volta il Dev Team ha distribuito una modalità di jailbreak per tutti i dispositivi (con l'eccezione dell'iPod touch di terza generazione), la versione 3.1-3 di Pwnage Tool.
L'11 ottobre George Hotz, conosciuto in rete come geohot, ha distribuito "blackra1n", uno strumento che permette il jailbreak completo di tutti i dispositivi con iOS 3.1.2 (con l'eccezione dell'iPod touch di terza generazione sul quale esegue un tethered jailbreak).
Il 2 novembre Hotz ha distribuito una nuova versione di blackra1n, la "RC3", un aggiornamento che permette il jailbreak dell'iPhone 3G e 3Gs. Questo aggiornamento funziona anche sui nuovissimi dispositivi caratterizzati da un boot ROM aggiornata nella quale Apple ha risolto il bug "24kpwn" che veniva utilizzato nei precedenti jailbreak. Hotz ha inoltre sviluppato "blacksn0w", un'applicazione capace di sbloccare la nuova baseband "5.11.

#### 2010
Il 3 maggio l'iPhone Dev Team distribuì Spirit, un jailbreak untethered e per tutti i dispositivi sia iPod touch, iPhone e iPad per gli iPhone OS 3.1.2, 3.1.3 e per iPad con iOS 3.2. Questo programma disponibile sia per Mac sia per Windows non concede lo sblocco della baseband per iPhone se aggiornato alla versione 3.1.3, invece con iPad qualche problema di incompatibilità con alcune applicazioni di Cydia.

#### 2011
Il 4 aprile l'iPhone Dev Team distribuì la nuova versione di redsn0w, un nuovo strumento per il jailbreak unthetered di tutti gli iDevices Apple (tranne iPad 2) compatibili con il nuovo firmware ufficiale iOS 4.3.1. Il nuovo strumento disponibile sia per Mac che per Windows non concede lo sblocco baseband come già accaduto con le precedenti versioni. La distribuzione di questo nuovo strumento per il jailbreak è stato preceduto da forti polemiche da parte del Dev Team, paventando la presenza di programmatori del loro team sotto il libro paga di Apple, poiché con l'aggiornamento del firmware 4.3.1 viene chiuso un exploit mai reso noto dal Dev Team, utilizzato da oltre un anno per effettuare il jailbreak del firmware iOS. Tuttavia le accuse mosse dal Dev Team non trovano al giorno d'oggi riscontri nella realtà.
Il 6 luglio viene distribuito da Comex JailbreakMe 3, che permette tramite un exploit userland (che non richiede l'uso del computer) il jailbreak di iPod touch 3G e 4G, iPhone 4, iPad 1 e 2 con firmware 4.3.3. Finora l'iPad 2 non era ancora stato sbloccato a causa della correzione dell'exploit nella bootrom presente nel primo modello.

#### 2013
Il 22 dicembre 2013 il Team evad3rs distribuì il suo jailbreak untethered, con lo strumento di evasi0n 7, compatibile con i dispositivi con le versioni di iOS 7.0 fino a 7.0.6.

#### 2014
Nel mese aprile BlackGeek distribuì un jailbreak semi-tethered, sfruttando l'exploit di limera1n, per iPhone 4 compatibile con le versioni di IOS 7.1-7.1.1. Semi-untethered sta a significare che iPhone potrà spegnersi e riaccendersi, senza andare in Recovery mode, tuttavia tutti i tweak di Cydia e quattro applicazioni (Safari, Mail, Meteo e Calcolatrice) non funzioneranno finché dal computer non si avvierà un boot Tethered.
Il 23 giugno il Team cinese PanGu distribuì il jailbreak untethered delle versioni iOS 7.1-7.1.1 e successivamente anche la versione 7.1.2.
Il 23 ottobre venne distribuito dal team PanGu un nuovo jailbreak, compatibile per tutti i dispositivi, per le versioni di iOS 8.0-8.0.1-8.0.2-8.1. Un nuovo Team cinese, TaiG, riuscì ad creare un jailbreak per iOS 8.1.1-8.1.2, inizialmente solo per Windows, successivamente il team PP25 ne fece uscire una versione per Mac compatibile dalla versione iOS 8.0 fino alla versione 8.1.2. Con l'uscita dell'aggiornamento di iOS 8.1.3 Apple bloccò tutti gli strumenti.

#### 2015
Il 23 giugno 2015 il team TaiG distribuì il suo programma alla versione 2.0 che permette di eseguire il jailbreak untethered delle versioni iOS 8.1.3, 8.2 e 8.3. Il 30 giugno 2015 dopo 3 ore dall'uscita di iOS 8.4 25PP distribuì il suo strumento per il Jailbreak chiamato "Ghost", ma poco tempo dopo venne smascherato a sfruttare gli stessi exploit di TaiG, che erano stati rubati. TaiG successivamente aggiornò il suo strumento per la versione di iOS 8.4. Il 2 agosto il team Taig distribuì la versione del suo programma per Mac. Apple, il 13 agosto, con aggiornamento di iOS 8.4.1, bloccò 8 exploit usati dal team TaiG per il jailbreak.
Nel mese di ottobre, l'hacker italiano Qwertyouruiop, pubblicò Yalu, un jailbreak incompleto per iPhone 6 per iOS 8.4.1, sfruttando delle falle scoperte del PanGu Team. Il team FriedAppleTeam riscrisse completamente l'exploit rendendolo compatibile con tutti i dispositivi a 64bit. 
Il 14 ottobre a sorpresa il team PanGu distribuì il suo jailbreak untethered per iOS 9.0, 9.0.1 e 9.0.2 inizialmente per Windows, successivamente anche per OS X. L'11 marzo 2016 il team PanGu aggiornò il suo strumento per renderlo compatibile con iOS 9.1, solo per dispositivi a 64 bit.

#### 2016
Il 24 luglio il team PanGu avvertì sul suo profilo Twitter, assieme al team di 25PP, la distribuzione del jailbreak di iOS 9.2 fino 9.3.3 solo per i dispositivi a 64-bit. Questo jailbreak a differenza di altri è Semi-Untethered, perché manca un exploit per eseguire un userland pulito. Allo spegnimento Cydia e tutti i tweaks non funzioneranno, bisogna riavviare il dispositivo mediante l'app di Pangu. Questo jailbreak si esegue mediante lo strumento Cydia Impactor, sviluppato da saurik, per cui si installa sul dispositivo l'applicazione di Pangu o PP jailbreak. Il 4 agosto 2016 Apple pubblicò l'aggiornamento di iOS 9.3.4 dove bloccò gli exploit utilizzati per il jailbreak di Pangu.
In una foto Qwertyouruiop dimostrò di aver effettuato jailbreak al suo Apple Watch, per scopi privati. Dimostra anche di aver effettuato una connessione SSH dell'Apple Watch.
Un componente del Project Zero Team, team di Google, Ian Beer scrisse e rese pubblici vari exploit (mach_portal) consentendo l'esecuzione del Jailbreak di iOS 10. La falla di sicurezza è stata corretta da Apple con iOS 10.2. Il 22 dicembre Qwertyoruiop lavorò sul jailbreak di Ian Beer, mach_portal + Yalu beta 3, creando un jailbreak semi-untethered compatibile con iPhone 7, 6S e iPad Pro, per le versioni di iOS 10.1 e 10.1.1. Il 29 maggio 2017 xerub utilizzando gli exploit di Ian Beer, Qwertyoruiop e alcune falle chiuse in iOS 10.3.2 pubblicò extra_recipe+yaluX beta 4, un jailbreak semi-untethered più stabile per l’iPhone 7 delle versioni iOS 10.0.1, 10.0.2, 10.0.3, 10.1 e 10.1.1. 

#### 2017
Il 25 gennaio qwertyoruiop e Marco Grassi pubblicarono un nuovo jailbreak semi-untethered di Yalu chiamato yalu102 compatibile con tutti i dispositivi a 64-bit (escluso iPhone 7 e 7 plus) per iOS 10.0.1, 10.0.2, 10.1, 10.1.1 e 10.2.
Il 29 gennaio jk9357 ha rilasciato Home Depot, uno strumento per effettuare il jailbreak semi-untethered. Sfrutta le falle di Pegasus corrette in iOS 9.3.5, compatibile con tutti i dispositivi a 32-bit da iOS 9.1 fino a 9.3.4. Non tutte le versioni sono supportate nativamente dall'applicazione, se non dovesse essere superata la vostra versione basterà cercare di offset per la vostra versione. Il 18 Agosto l'utente Tihmstar scrisse l'untethered per jailbreak di Home Depot, e il 10 settembre, grazie anche all'aiuto degli utenti, venne integrato il pacchetto Community Offsets per rendere compatibili tutti i dispositivi. Il 12 dicembre Tihmstar rilasciò JailbreakMe Archiviato il 13 dicembre 2017 in Internet Archive. 4.0, un jailbreak come Home Depot, eseguibile direttamente da Safari.
Il 7 agosto del Siguza e tihmstar rilasciarono Phœnix, un jailbreak semi-untethered di iOS 9.3.5 per i dispositivi a 32 bit. Il 19 settembre tihmstar ha rilasciato un jailbreak untethered chiamato EtasonJB per iOS 8.4.1 per i dispositivi a 32 bit. Il 24 settembre jk9357 rilasciò una nuova versione di Home Depot 1.1, compatibile con iOS 8.4.1.
Ian Beer il 12 dicembre pubblicò l'exploit async_wake, falla chiusa in iOS 11.2. Siguza scrisse l'exploit v0rtex, pubblicato il 6 dicembre, molto simile a quello di Ian, consentendo il jailbreak per 10.3.3 e inferiori. Tihmstar compilò v0rtex per i dispositivi a 32bit, rilasciando il 24 dicembre h3lix un jailbreak semi-untethered di tutte le versioni di iOS 10. Il 1 marzo 2018 rilasciò lo stesso jailbreak compilato per i 64bit, doubleH3lix sempre semi-untethered.
Il 25 dicembre Jonathan Levin rilasciò LiberiOS un jailbreak semi-untethered di iOS 11.0-11.1.2 sfruttando le falle di async_waker. Questo jailbreak dà accesso al SSH, non include Cydia. 

#### 2018
Il 4 gennaio venne pubblicato da PsychoTea Meridian un jailbreak semi-untethered di 10.0.1-10.3.3 per i dispositivi 64 bit, sfruttando l'exploit v0rtex e utilizzando Substitute, sviluppato da Comex, al posto di Substrate.

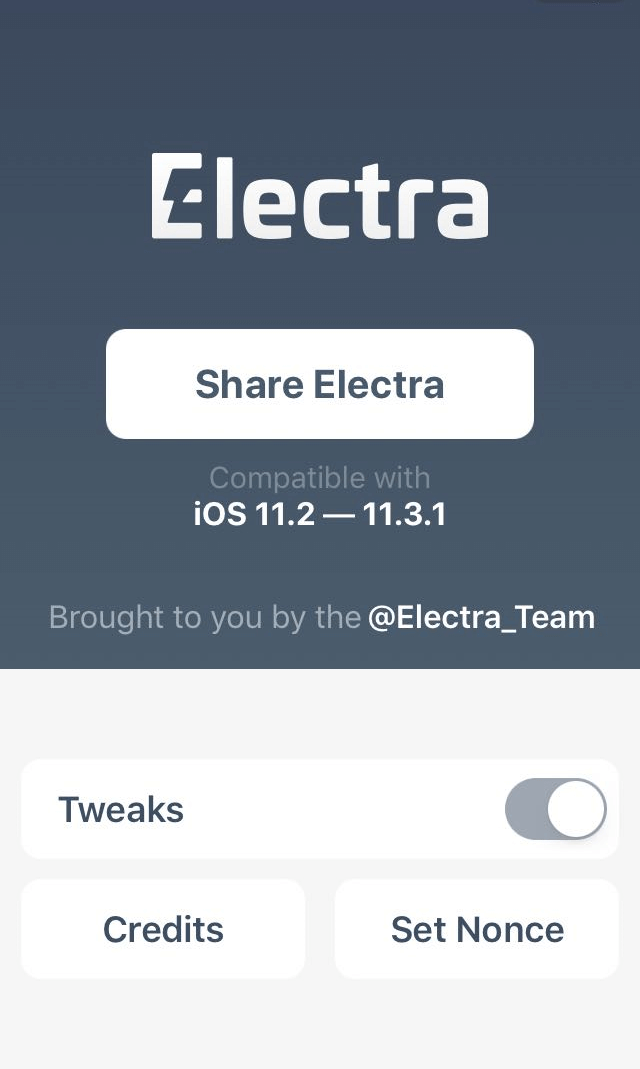
Un iPhone con il Jailbreak Electra installato

Il 13 gennaio CoolStar rilasciò Electra, il suo jailbreak semi-untethered di iOS 11.0-11.1.2. Inizialmente non includeva Cydia ma installa Anemone, strumento per personalizzazione delle icone. Il 26 febbraio 2018 rilasciò la versione 1.0 introducendo un fork di Cydia e utilizzando Substitute. Il 5 giugno Ian Beer rilascio al pubblico una serie di exploit in grado eseguire un jailbreak di iOS 11.3.1. Il 6 luglio l'Electra Team rilasciò il suo nuovo strumento Electra1131, utilizzando le falle pubblicate da Ian. Permette di eseguire lo sblocco di iOS 11.2-11.3.1 e successivamente venne annesso lo sblocco per iOS 11.4 b3. Dalla versione 1.1.0 Electra permette di installare Sileo, un pack manager alternativo a Cydia
Il 3 settembre il team JakeBlair420 rilasciò JailbreakMe eseguibile da Safari, chiamato TotallyNotSpyware, semi-untethered per tutte le versioni di iOS 10.x. Utilizzabile per eseguire o riattivare i jailbreak di doubleH3lix e Meridian.
Il 13 ottobre pwn20wnd e sbingner rilasciarono unc0ver "lo strumento di jailbreak più avanzato", un altro jailbreak semi-untethered per iOS 11. Utilizza gli stessi exploit di Electra, tuttavia è molto più stabile e con maggiori funzioni. Unc0ver a differenza di Electra utilizza Cydia Substrate, aggiornata dallo stesso Saurik, Cydia e un fork autorizzato dei pacchetti originali di Saurik.

#### 2019
Il 29 gennaio venne rilasciato da Brandon Hawkes l'exploit voucher_swap in grado di colpire iOS 12.1.2 e inferiori. Grazie a questa falla vennero aggiornati unc0ver ed Electra in modo da funzionare con iOS 11.4.1. Il 22 febbraio unc0ver ricevette il primo aggiornato per supportare iOS 12.1.x. Il 30 aprile Electra Team rilasciarono Chimera, un nuovo Jailbreak per iOS 12, permettendo per primo lo sblocco dei dispositivi con chip A12. Questo jailbreak non introduce più alcun fork di Cydia ma installa solo Sileo e utilizza Substitute.
L'11 luglio venne rilasciato l'exploit tfp0 Sock Puppet da parte di Ned Williamson. L'exploit era stato precedentemente corretto da parte di Apple in iOS 12.3. Nei giorni successivi vennero aggiornati gli strumenti di unc0ver ed Chimera aggiungendo così lo sblocco fino ad iOS 12.2. Il 16 agosto un utente noto che l'exploit di Ned Williamson, probabilmente per errore da parte di Apple, era ancora in grado di funzionare sull'ultima versione 12.4. Per merito di questo errore, la reintroduzione di una vulnerabilità già corretta, il team di unc0ver ed Electra furono in grado di aggiornare i loro applicativi in modo da funzionare con iOS 12.4.
Il 27 settembre venne rilasciato da parte di axi0mX, il più grande exploit degli ultimi anni, checkm8 (letto "checkmate"), un Bootrom exploit non patchabile da parte di Apple, che colpisce i dispositivi dall'iPhone 4S fino all'iPhone X. Il 10 novembre venne rilasciata la versione beta 0.9 di checkra1n, da parte di qwertyoruiop e del Kim Jong Craks Team, uno strumento per macOS che esegue il jailbreak semi-tethered su tutti i dispositivi con processore arm64, dalla versione iOS 12.3 fino alle più moderne versioni.

#### 2020
Il 5 febbraio venne aggiornato dal Kim Jong Craks Team il tool di checkra1n alla versione 0.9.8, introducendo il supporto del tool per Linux.
Il 15 febbraio pwn20wnd e sbingner rilasciarono la versione 4.0 di unc0ver. Grazie ad un kernel-exploit di Brandon Azad è in grado di eseguire il jailbreak sui dispositivi A12 e A13 con supporto ad iOS 13.0 fino a 13.3, successivamente la versione 4.2.0 estende il supporto ai dispositivi (già supportati da checkra1n) con SoC A8, A9, A10 e A11.
Il 24 maggio pwn20wnd e sbingner rilasciarono la versione 5.0.0 di unc0ver. Grazie all'utilizzo di una vulnerabilità del kernel 0day ed è in grado di eseguire il jailbreak su tutti dispositivi dalla versione iOS 11.0 alla 13.5.

#### 2021
Il 28 febbraio pwn20wnd e sbingner rilasciarono la versione 6.0.0 di unc0ver, in grado di eseguire il jailbreak su tutte le versioni da iOS 11.0 fino alla 14.3.
Il 25 ottobre pwn20wnd e sbingner rilasciarono unc0ver 7.0.0, un jailbreak untethered basato sull'exploit Fugu14 di Linus Henze, che apre le porte al jailbreaking fino ad iOS 14.5.1 su dispositivi con processore A12 fino ad A14.

### tvOS
Il 23 marzo 2016 il team PanGu ha pubblicato il primo jailbreak per Apple TV 4 per tvOS 9.0 e 9.0.1 che dà accesso alla connessione SSH.
Il 3 marzo 2017 Jonathan Levin rilasciò LiberiOS, un jailbreak semi-untethered per Apple Tv 4 per tvOS per le versioni tvOS 10.0, 10.0.1 e 10.1. Il 25 dicembre Jonathan Levin rilasciò LiberiOS, 1.1 un jailbreak semi-untethered, sfruttando le falle di Ian Beer, delle versioni di tvOS 11.0 e 11.1 per l'Apple Tv di 4ª Gen. e 4K.
Il 10 febbraio 2018 nitoTV rilasciò greeng0blin un jailbreak semi-untethered per Apple TV di 4ª su tvOS 10.2.2. Sfrutta le falle di v0rtex e il bypass KPP utilizzato in yalu102. L'8 luglio nitoTv rilasciò un nuovo jailbreak backr00m, per TvOS 10.2.2, 11.0 e 11.1, sostituendo il vecchio jailbreak greeng0blin perché questo utilizza un exploit più stabile.
Il 12 luglio l'Electra Team grazie a nitoTV e Jaywalker rilasciarono electraTV, un jailbreak per tvOS 11.2-11.3, utilizzando gli stessi exploit del medesimo jailbreak per iOS.
Il 30 aprile 2019, contemporaneamente al rilascio su iOS, Electra Team rilascia ChimeraTV, il jailbreak per tvOS 12.0-12.1.1. In seguito venne introdotto l'exploit Sock Puppet in modo da violare anche le versioni 12.1.3 ad 12.2 e 12.4.
Il 1 dicembre venne rilasciato checkra1n beta 0.9.6, il jailbreak semi-tethered che sfrutta exploit bootROM di checkm8, introducendo il supporto per l'AppleTV HD. Il 14 dicembre con l'aggiornamento della versione beta 0.9.7 venne introdotto il supporto iniziale per la versione 4K.
Il 26 maggio pwn20wnd e sbingner rilasciarono unc0verTV, un jailbreak semi-untethered con compatibilità da tvOS 11.0 a 13.5.

#### 2022
Nel mese di ottobre, durante un jailbreak di iOS 16.1 beta alla fiera sulla sicurezza Hexacon di Parigi, viene sottolineato come Apple abbia ostacolato sempre di più il jailbreak sia con mezzi hardware che con novità del software.

## Firmware

### iPhone OS 2.0 - 2.2.1
| Nome software | Versione strumento | Eseguibile da | Hardware | Hardware | Firmware      | Tipo       | Autore                             |
| Nome software | Versione strumento | Eseguibile da | iPhone   | iPod     | Firmware      | Tipo       | Autore                             |
| ------------- | ------------------ | ------------- | -------- | -------- | ------------- | ---------- | ---------------------------------- |
| Pwnage Tool   | 2.0 - 2.2.5        | Mac           | 2G • 3G  | 1ª • 2ª  | 2.2 - 2.2.1   | Untethered | iPhone Dev Team                    |
| QuickPwn      | 2.0 - 2.0.5        | Windows       | 2G       | 1ª       | 2.0 - 2.2.1   | Untethered | iPhone Dev Team                    |
| QuickPwn      | 2.0 - 2.0.5        | Mac           | 2G       | 1ª       | 2.0 - 2.2.1   | Untethered | iPhone Dev Team                    |
| QuickPwn      | 2.0 - 2.0.5        | Linux         | 2G       | 1ª       | 2.0 - 2.2.1   | Untethered | iPhone Dev Team                    |
| redsn0w       | 0.3                | Windows       |          | 2ª       | 2.2.1 - 2.2.1 | Untethered | iPhone Dev Team e Chronic Dev Team |
| redsn0w       | 0.3                | Mac           |          | 2ª       | 2.2.1 - 2.2.1 | Untethered | iPhone Dev Team e Chronic Dev Team |

### iPhone OS & iOS 3.0 - 3.2.2
| Nome software      | Versione strumento | Eseguibile da | Hardware      | Hardware | Hardware     | Firmware                                          | Tipo       | Autore           |
| Nome software      | Versione strumento | Eseguibile da | iPhone        | iPad     | iPod touch   | Firmware                                          | Tipo       | Autore           |
| ------------------ | ------------------ | ------------- | ------------- | -------- | ------------ | ------------------------------------------------- | ---------- | ---------------- |
| greenpois0n        | RC4                | Windows       |               | 1        |              | 3.2.2                                             | Untethered | Chronic Dev-Team |
| greenpois0n        | RC4                | Mac           |               | 1        |              | 3.2.2                                             | Untethered | Chronic Dev-Team |
| limera1n           | 1.0                | Windows       |               | 1        |              | 3.2.2                                             | Untethered | Geohot           |
| limera1n           | 1.0                | Mac           |               | 1        |              | 3.2.2                                             | Untethered | Geohot           |
| PwnageTool         | 4.1.3              | Mac           | 2G • 3G • 3GS | 1        | 1ª • 2ª      | 3.0 - 3.1 - 3.1.1 - 3.1.2 - 3.1.3 - 3.2.2         | Untethered | iPhone Dev Team  |
| redsn0w            | 0.9.11b4           | Windows, Mac  | 2G • 3G • 3GS | 1        | 1ª • 2ª      | 3.0 - 3.0.1 - 3.1 - 3.1.1 - 3.1.2 - 3.1.3 - 3.2.2 | Untethered | iPhone Dev Team  |
| purplera1n         | 1.0                | Windows       | 3GS           |          |              | 3.0                                               | Untethered | Geohot           |
| purplera1n         | 1.0                | Mac           | 3GS           |          |              | 3.0                                               | Untethered | Geohot           |
| blackra1n          | 1.0                | Windows       | 2G • 3G • 3GS |          | 1ª • 2ª • 3ª | 3.1 - 3.1.1 - 3.1.2 - 3.1.3                       | Untethered | Geohot           |
| blackra1n          | 1.0                | Mac           | 2G • 3G • 3GS |          | 1ª • 2ª • 3ª | 3.1 - 3.1.1 - 3.1.2 - 3.1.3                       | Untethered | Geohot           |
| Spirit             | 1.0                | Windows       | 2G • 3G • 3GS | 1        | 1ª • 2ª • 3ª | 3.1.2 - 3.1.3 - 3.2                               | Untethered | iPhone Dev Team  |
| Spirit             | 1.0                | Mac           | 2G • 3G • 3GS | 1        | 1ª • 2ª • 3ª | 3.1.2 - 3.1.3 - 3.2                               | Untethered | iPhone Dev Team  |
| Spirit             | 1.0                | Linux         | 2G • 3G • 3GS | 1        | 1ª • 2ª • 3ª | 3.1.2 - 3.1.3 - 3.2                               | Untethered | iPhone Dev Team  |
| sn0wbreeze         | 2.9.14             | Windows       | 2G • 3G • 3GS | 1        | 1ª • 2ª • 3ª | 3.1.2 - 3.1.3 - 3.2.1 - 3.2.2                     | Untethered | iH8sn0w          |
| Star (JailbreakMe) | 2.0                | Safari        | 2G • 3G • 3GS | 1        | 1ª • 2ª • 3ª | 3.1.2 - 3.1.3 - 3.2.1 - 3.2.2                     | Untethered | Comex            |
| ipwndfu            |                    | Mac           | 3GS           |          |              | 3.0 - 3.0.1 - 3.1 - 3.1.1 - 3.1.2 - 3.1.3         | Untethered | axi0mX           |

### iOS 4.0 - 4.3.5
| Nome software         | Versione strumento | Eseguibile da | Hardware     | Hardware | Hardware     | Firmware | Tipo       | Autore           |
| Nome software         | Versione strumento | Eseguibile da | iPhone       | iPad     | iPod touch   | Firmware | Tipo       | Autore           |
| --------------------- | ------------------ | ------------- | ------------ | -------- | ------------ | --- | ---------- | ---------------- |
| greenpois0n           | RC6.1              | Windows       | 3GS • 4      | 1        | 2ª • 3ª • 4ª | 4.1 - 4.2.1 - 4.2.6 | Untethered | Chronic Dev-Team |
| greenpois0n           | RC6.1              | Mac           | 3GS • 4      | 1        | 2ª • 3ª • 4ª | 4.1 - 4.2.1 - 4.2.6 | Untethered | Chronic Dev-Team |
| limera1n              | 1.0                | Windows       | 3GS • 4      | 1        | 2ª • 3ª • 4ª | 4.0 - 4.0.1 - 4.0.2 - 4.1                                                                                                | Untethered | Geohot           |
| limera1n              | 1.0                | Mac           | 3GS • 4      | 1        | 2ª • 3ª • 4ª | 4.0 - 4.0.1 - 4.0.2 - 4.1                                                                                                | Untethered | Geohot           |
| PwnageTool            | 4.3.3.1            | Mac           | 3G • 3GS • 4 | 1        | 2ª • 3ª • 4ª | 4.0 - 4.0.1 - 4.0.2 - 4.1 - 4.2.1 - 4.3 - 4.3.1 - 4.3.2 - 4.3.3                                                          | Untethered | iPhone Dev Team  |
| redsn0w               | 0.9.11b4           | Windows       | 3G • 3GS • 4 | 1        | 2ª • 3ª • 4ª | 4.0 - 4.0.1 - 4.0.2 - 4.1 - 4.2.1 - 4.2.6 - 4.2.7 - 4.2.8 - 4.2.9 - 4.2.10 - 4.3 - 4.3.1 - 4.3.2 - 4.3.3 - 4.3.4 - 4.3.5 | Untethered | iPhone Dev Team  |
| redsn0w               | 0.9.11b4           | Mac           | 3G • 3GS • 4 | 1        | 2ª • 3ª • 4ª | 4.0 - 4.0.1 - 4.0.2 - 4.1 - 4.2.1 - 4.2.6 - 4.2.7 - 4.2.8 - 4.2.9 - 4.2.10 - 4.3 - 4.3.1 - 4.3.2 - 4.3.3 - 4.3.4 - 4.3.5 | Untethered | iPhone Dev Team  |
| Star (JailbreakMe)    | 2.0                | Safari        | 3G • 3GS • 4 | 1 • 2    | 2ª • 3ª • 4ª | 4.0 - 4.0.1 - 4.0.2 - 4.1 - 4.2.1 - 4.2.5 - 4.2.6 - 4.2.7 - 4.2.8 - 4.2.9 - 4.2.10 - 4.3                                 | Untethered | Comex            |
| Saffron (JailbreakMe) | 3.0                | Safari        | 3G • 3GS • 4 | 1 • 2    | 2ª • 3ª • 4ª | 4.2.6 - 4.2.7 - 4.2.8 - 4.3 - 4.3.1 - 4.3.2 - 4.3.3                                                                      | Untethered | Comex            |
| sn0wbreeze            |                    | Windows       | 3G • 3GS • 4 | 1        | 2ª • 3ª • 4ª | 4.0 - 4.0.1 - 4.0.2 - 4.1 - 4.2.1 - 4.2.6 - 4.2.7 - 4.2.8 - 4.3 - 4.3.1 - 4.3.2 - 4.3.3                                  | Untethered | iH8sn0w          |
| unthredera1n          |                    | Mac           | 3GS • 4      | 1        | 3ª • 4ª      | 4.2.6 - 4.2.7 - 4.2.8 - 4.2.9 - 4.2.10 - 4.3 - 4.3.1 - 4.3.2 - 4.3.3 - 4.3.4 - 4.3.5                                     | Untethered |                  |
| unthredera1n          | Linux              |               | 3GS • 4      | 1        | 3ª • 4ª      | 4.2.6 - 4.2.7 - 4.2.8 - 4.2.9 - 4.2.10 - 4.3 - 4.3.1 - 4.3.2 - 4.3.3 - 4.3.4 - 4.3.5                                     | Untethered |                  |
| ipwndfu               |                    | Mac           | 3GS          |          |              | 4.0 - 4.0.1 - 4.0.2 - 4.1 - 4.2.1 - 4.3 - 4.3.1 - 4.3.2 - 4.3.3 - 4.3.4 - 4.3.5                                          | Untethered | axi0mX           |

### iOS 5.0 - 5.1.1
| Nome software | Versione strumento | Eseguibile da | Hardware     | Hardware  | Hardware   | Tipo       | Firmware                  | Autore          |
| Nome software | Versione strumento | Eseguibile da | iPhone       | iPad      | iPod touch | Tipo       | Firmware                  | Autore          |
| ------------- | ------------------ | ------------- | ------------ | --------- | ---------- | ---------- | ------------------------- | --------------- |
| Absinthe      | 2.0.4              | Windows       | 4S           |           |            | Untethered | 5.0                       | Dream Team      |
| Absinthe      | 2.0.4              | Mac           | 4S           | 2         |            | Untethered | 5.0.1                     | Dream Team      |
| Absinthe      | 2.0.4              | Linux         | 3GS • 4 • 4S | 1 • 2 • 3 | 3ª • 4ª    | Untethered | 5.1.1                     | Dream Team      |
| PwnageTool    |                    | Mac           | 3GS • 4      | 1         | 3ª • 4ª    | Untethered | 5.0 - 5.0.1 - 5.1.1       | iPhone Dev Team |
| cinject       | 0.5.4              |               | 3GS • 4 • 4S | 1 • 2 • 3 | 3ª • 4ª    | Untethered | 5.1.1                     | iPhone Dev Team |
| redsn0w       | 0.9.14b2           | Windows       | 3GS • 4 • 4S | 1 • 2 • 3 | 3ª • 4ª    | Tethered   | 5.1                       | iPhone Dev Team |
| redsn0w       | 0.9.14b2           | Mac           | 3GS • 4 • 4S | 1 • 2 • 3 | 3ª • 4ª    | Untethered | 5.0 - 5.0.1 - 5.1.1       | iPhone Dev Team |
| sn0wbreeze    | 2.9.14             | Windows       | 3GS • 4      | 1         | 3ª • 4ª    | Tethered   | 5.0 - 5.1                 | iH8sn0w         |
| sn0wbreeze    | 2.9.14             | Windows       | 3GS • 4      | 1         | 3ª • 4ª    | Untethered | 5.0.1 - 5.1.1             | iH8sn0w         |
| unthredera1n  |                    | Mac           | 3GS • 4      | 1         | 3ª • 4ª    | Untethered | 5.0 - 5.0.1 - 5.1 - 5.1.1 |                 |
| unthredera1n  | Linux              |               | 3GS • 4      | 1         | 3ª • 4ª    | Untethered | 5.0 - 5.0.1 - 5.1 - 5.1.1 |                 |
| ipwndfu       |                    | Mac           | 3GS          |           |            | Untethered | 5.0 - 5.0.1 - 5.1 - 5.1.1 | axi0mX          |

### iOS 6.0 - 6.1.6
| Nome software | Versione strumento | Eseguibile da | Hardware         | Hardware         | Hardware   | Firmware                                          | Tipo       | Autore                      |
| Nome software | Versione strumento | Eseguibile da | iPhone           | iPad             | iPod touch | Firmware                                          | Tipo       | Autore                      |
| ------------- | ------------------ | ------------- | ---------------- | ---------------- | ---------- | ------------------------------------------------- | ---------- | --------------------------- |
| redsn0w       | 0.9.15b3           | Windows       | 3GS • 4          |                  | 4ª         | 6.0 - 6.0.1 - 6.1 - 6.1.2 - 6.1.3 - 6.1.5 - 6.1.6 | Tethered   | iPhone Dev Team             |
| redsn0w       | 0.9.15b3           | Mac           | 3GS • 4          |                  | 4ª         | 6.0 - 6.0.1 - 6.1 - 6.1.2 - 6.1.3 - 6.1.5 - 6.1.6 | Tethered   | iPhone Dev Team             |
| evasi0n       | 1.5.3              | Windows       | 3GS • 4 • 4S • 5 | 2 • 3 • 4 • Mini | 4ª • 5ª    | 6.0 - 6.0.1 - 6.0.2 - 6.1 - 6.1.1 - 6.1.2         | Untethered | evad3rs                     |
| evasi0n       | 1.5.3              | Mac           | 3GS • 4 • 4S • 5 | 2 • 3 • 4 • Mini | 4ª • 5ª    | 6.0 - 6.0.1 - 6.0.2 - 6.1 - 6.1.1 - 6.1.2         | Untethered | evad3rs                     |
| evasi0n       | 1.5.3              | Linux         | 3GS • 4 • 4S • 5 | 2 • 3 • 4 • Mini | 4ª • 5ª    | 6.0 - 6.0.1 - 6.0.2 - 6.1 - 6.1.1 - 6.1.2         | Untethered | evad3rs                     |
| snowbreeze    | 2.9.14             | Windows       | 3GS              |                  | 4ª         | 6.0 - 6.0.1 - 6.1 - 6.1.2 - 6.1.3                 | Tethered   | iH8Sn0w                     |
| p0sixspwn     | 1.0.8              | Windows       | 3GS • 4 • 4S • 5 | 2 • 3 • 4 • Mini | 4ª • 5ª    | 6.1.3 - 6.1.4 - 6.1.5                             | Untethered | iH8Sn0w, winocm, SquiffyPwn |
| p0sixspwn     | 1.0.8              | Windows       | 3GS              |                  | 4ª         | 6.1.6                                             | Untethered | iH8Sn0w, winocm, SquiffyPwn |
| p0sixspwn     | 1.0.8              | Mac           | 3GS              |                  | 4ª         | 6.1.6                                             | Untethered | iH8Sn0w, winocm, SquiffyPwn |
| ipwndfu       |                    | Mac           | 3GS              |                  |            | 6.0 - 6.0.1 - 6.1 - 6.1.2 - 6.1.3 - 6.1.6         | Untethered | axi0mX                      |

### iOS 7.0 - 7.1.2
| Nome software | Versione strumento | Eseguibile da | Hardware             | Hardware                        | Hardware   | Firmware                                            | Tipo          | Autore     |
| Nome software | Versione strumento | Eseguibile da | iPhone               | iPad                            | iPod touch | Firmware                                            | Tipo          | Autore     |
| ------------- | ------------------ | ------------- | -------------------- | ------------------------------- | ---------- | --------------------------------------------------- | ------------- | ---------- |
| evasi0n7      | 1.0.8              | Windows, Mac  | 4 • 4S • 5 • 5C • 5S | 2 • 3 • 4 • Air • Mini • Mini 2 | 5ª         | 7.0 - 7.0.1 - 7.0.2 - 7.0.3 - 7.0.4 - 7.0.5 - 7.0.6 | Untethered    | evad3rs    |
| Geeksn0w      | 2.9.1              | Windows       | 4                    |                                 |            | 7.1 - 7.1.1                                         | Semi-Tethered | blackgeek  |
| Geeksn0w      | 1.0 beta           | Mac           | 4                    |                                 |            | 7.1 - 7.1.1                                         | Semi-Tethered | blackgeek  |
| Pangu         | 1.2.1              | Windows, Mac  | 4 • 4S • 5 • 5C • 5S | 2 • 3 • 4 • Air • Mini • Mini 2 | 5ª         | 7.1 - 7.1.1 - 7.1.2                                 | Untethered    | PanGu Team |
| Pangu         | 1.2                | Mac           | 4 • 4S • 5 • 5C • 5S | 2 • 3 • 4 • Air • Mini • Mini 2 | 5ª         | 7.1 - 7.1.1 - 7.1.2                                 | Untethered    | PanGu Team |

### iOS 8.0 - 8.4.1
| Nome software | Versione strumento | Eseguibile da | Hardware                      | Hardware                                         | Hardware   | Firmware                                  | Tipo            | Autore     |
| Nome software | Versione strumento | Eseguibile da | iPhone                        | iPad                                             | iPod touch | Firmware                                  | Tipo            | Autore     |
| ------------- | ------------------ | ------------- | ----------------------------- | ------------------------------------------------ | ---------- | ----------------------------------------- | --------------- | ---------- |
| Pangu         | 1.2.1              | Windows       | 4S • 5 • 5C • 5S • 6 • 6 Plus | 2 • 3 • 4 • Air • Air 2 • Mini • Mini 2 • Mini 3 | 5ª         | 8.0 - 8.0.1 - 8.0.2 - 8.1                 | Untethered      | PanGu Team |
| Pangu         | 1.0                | Mac           | 4S • 5 • 5C • 5S • 6 • 6 Plus | 2 • 3 • 4 • Air • Air 2 • Mini • Mini 2 • Mini 3 | 5ª         | 8.0 - 8.0.1 - 8.0.2 - 8.1                 | Untethered      | PanGu Team |
| PPJailbreak   | 1.0                | Mac           | 4S • 5 • 5C • 5S • 6 • 6 Plus | 2 • 3 • 4 • Air • Air 2 • Mini • Mini 2 • Mini 3 | 5ª         | 8.0 - 8.0.1 - 8.0.2 - 8.1 - 8.1.1 - 8.1.2 | Untethered      | 25PP       |
| TaiG          | 1.2.1              | Windows       | 4S • 5 • 5C • 5S • 6 • 6 Plus | 2 • 3 • 4 • Air • Air 2 • Mini • Mini 2 • Mini 3 | 5ª         | 8.0 - 8.0.1 - 8.0.2 - 8.1 - 8.1.1 - 8.1.2 | Untethered      | TaiG       |
| PPJailbreak   | 2.0                | Mac           | 4S • 5 • 5C • 5S • 6 • 6 Plus | 2 • 3 • 4 • Air • Air 2 • Mini • Mini 2 • Mini 3 | 5ª • 6ª    | 8.1.3 - 8.2 - 8.3 - 8.4                   | Untethered      | 25PP       |
| TaiG          | 2.4.5              | Windows       | 4S • 5 • 5C • 5S • 6 • 6 Plus | 2 • 3 • 4 • Air • Air 2 • Mini • Mini 2 • Mini 3 | 5ª • 6ª    | 8.1.3 - 8.2 - 8.3 - 8.4                   | Untethered      | TaiG       |
| TaiG          | 1.1.0              | Mac           | 4S • 5 • 5C • 5S • 6 • 6 Plus | 2 • 3 • 4 • Air • Air 2 • Mini • Mini 2 • Mini 3 | 5ª • 6ª    | 8.1.3 - 8.2 - 8.3 - 8.4                   | Untethered      | TaiG       |
| EtasonJB      | RC5                | ipa           | 4S • 5 • 5C                   | 2 • 3 • 4 • Mini                                 | 5ª         | 8.4.1                                     | Untethered      | tihmstar   |
| Home Depot    | 1.1                | ipa           | 4S                            | 2 • 3 • Mini                                     | 5ª         | 8.4.1                                     | Semi-Untethered | jk9357     |

### iOS 9.0 - 9.3.6
| Nome software | Versione strumento | Eseguibile da | Hardware                                     | Hardware                                                              | Hardware   | Firmware                                                | Tipo            | Autore            |
| Nome software | Versione strumento | Eseguibile da | iPhone                                       | iPad                                                                  | iPod touch | Firmware                                                | Tipo            | Autore            |
| ------------- | ------------------ | ------------- | -------------------------------------------- | --------------------------------------------------------------------- | ---------- | ------------------------------------------------------- | --------------- | ----------------- |
| Pangu9        | 1.3.2              | Windows       | 4S • 5 • 5C • 5S • 6 • 6 Plus • 6S • 6S Plus | 2 • 3 • 4 • Air • Air 2 • Mini • Mini 2 • Mini 3 • Mini 4 • Pro 12,9" | 5ª • 6ª    | 9.0 - 9.0.1 - 9.0.2 - 9.1                               | Untethered      | PanGu Team        |
| Pangu9        | 1.1.1              | Mac           | 4S • 5 • 5C • 5S • 6 • 6 Plus • 6S • 6S Plus | 2 • 3 • 4 • Air • Air 2 • Mini • Mini 2 • Mini 3 • Mini 4 • Pro 12,9" | 5ª • 6ª    | 9.0 - 9.0.1 - 9.0.2 - 9.1                               | Untethered      | PanGu Team        |
| Pangu9        | 1.1.0              | ipa           | 6 • 6 Plus • 6S • 6S Plus • SE               | Air • Air 2 • Mini 2 • Mini 3 • Mini 4 • Pro 12,9" • Pro 9,7"         | 6ª         | 9.2 - 9.2.1 - 9.3 - 9.3.1 - 9.3.2 - 9.3.3               | Semi-Untethered | PanGu Team        |
| Home Depot    | RC3                | ipa           | 4S • 5 • 5C                                  | 2 • 3 • 4 • Mini                                                      | 5ª         | 9.1 - 9.2 - 9.2.1 - 9.3 - 9.3.1 - 9.3.2 - 9.3.3 - 9.3.4 | Untethered      | jk9357            |
| JailbreakMe   | 4.0                | Safari        | 4S • 5 • 5C                                  | 2 • 3 • 4 • Mini                                                      | 5ª         | 9.1 - 9.2 - 9.2.1 - 9.3 - 9.3.1 - 9.3.2 - 9.3.3 - 9.3.4 | Untethered      | tihmstar          |
| Phœnix        | v6                 | ipa           | 4S • 5 • 5C                                  | 2 • 3 • 4 • Mini                                                      | 5ª         | 9.3.5 - 9.3.6                                           | Semi-Untethered | Siguza & tihmstar |
| Kok3shi       | 1.0 beta 2         | ipa           | 6 • 6 Plus                                   | Air • Air 2 • Mini 2 • Mini 3 • Mini 4                                | 6ª         | 9.3 - 9.3.1 - 9.3.2 - 9.3.3 - 9.3.4 - 9.3.5 - 9.3.6     | Semi-Untethered | sakuRdev          |

### iOS 10.0 - 10.3.4
| Nome software      | Versione strumento | Eseguibile da | Hardware                                         | Hardware                                                                                      | Hardware   | Firmware | Tipo            | Autore                       |
| Nome software      | Versione strumento | Eseguibile da | iPhone                                           | iPad                                                                                          | iPod touch | Firmware | Tipo            | Autore                       |
| ------------------ | ------------------ | ------------- | ------------------------------------------------ | --------------------------------------------------------------------------------------------- | ---------- | --- | --------------- | ---------------------------- |
| yalu102            | beta 7             | ipa           | 5S • 6 • 6 Plus • 6S • 6S Plus • SE (1ª gen)     | Air • Air 2 • Mini 2 • Mini 3 • Mini 4 • Pro 12,9" • Pro 9,7"                                 | 6ª         | 10.0.1 - 10.0.2 - 10.1 - 10.1.1 - 10.2                                                                       | Semi-Untethered | Qwertyouruiop & Marco Grassi |
| extra_recipe+yaluX | beta 4             | ipa           | 7 • 7 Plus                                       |                                                                                               |            | 10.0.1 - 10.0.2 - 10.0.3 - 10.1 - 10.1.1                                                                     | Semi-Untethered | xerub & Qwertyouruiop        |
| h3lix              | RC6                | ipa           | 5 • 5C                                           | 4                                                                                             |            | 10.0.0 - 10.0.1 - 10.0.2 - 10.0.3 - 10.1 - 10.1.1 - 10.2 - 10.2.1 - 10.3 - 10.3.1 - 10.3.2 - 10.3.3 - 10.3.4 | Semi-Untethered | tihmstar                     |
| Meridian           | 0.9-007            | ipa           | 5S • 6 • 6 Plus • 6S • 6S Plus • SE • 7 • 7 Plus | Air • Air 2 • Mini 2 • Mini 3 • Mini 4 • Pro 12,9" • Pro 9,7" • 5 • Pro 12,9" 2nd • Pro 10,5" | 6ª         | 10.0.1 - 10.0.2 - 10.0.3 - 10.1 - 10.1.1 - 10.2 - 10.2.1 - 10.3 - 10.3.1 - 10.3.2 - 10.3.3                   | Semi-Untethered | PsychoTea                    |
| doubleH3lix        | RC8                | ipa           | 5S • 6 • 6 Plus • 6S • 6S Plus • SE • 7 • 7 Plus | Air • Air 2 • Mini 2 • Mini 3 • Mini 4 • Pro 12,9" • Pro 9,7" • 5 • Pro 12,9" 2nd • Pro 10,5" | 6ª         | 10.0.1 - 10.0.2 - 10.0.3 - 10.1 - 10.1.1 - 10.2 - 10.2.1 - 10.3 - 10.3.1 - 10.3.2 - 10.3.3                   | Semi-Untethered | tihmstar                     |
| TotallyNotSpyware  | 1.18               | Safari        | 5S • 6 • 6 Plus • 6S • 6S Plus • SE • 7 • 7 Plus | Air • Air 2 • Mini 2 • Mini 3 • Mini 4 • Pro 12,9" • Pro 9,7" • 5 • Pro 12,9" 2nd • Pro 10,5" | 6ª         | 10.0.1 - 10.0.2 - 10.0.3 - 10.1 - 10.1.1 - 10.2 - 10.2.1 - 10.3 - 10.3.1 - 10.3.2 - 10.3.3                   | Semi-Untethered | JakeBlair420                 |

### iOS 11.0 - 11.4.1
| Nome software | Versione strumento | Eseguibile da | Hardware                                                          | Hardware                                                                                          | Hardware   | Firmware | Tipo            | Autore              |
| Nome software | Versione strumento | Eseguibile da | iPhone                                                            | iPad                                                                                              | iPod touch | Firmware | Tipo            | Autore              |
| ------------- | ------------------ | ------------- | ----------------------------------------------------------------- | ------------------------------------------------------------------------------------------------- | ---------- | --- | --------------- | ------------------- |
| LiberiOS      | 11.0.3             | ipa           | 5S • 6 • 6 Plus • 6S • 6S Plus • SE • 7 • 7 Plus • 8 • 8 Plus • X | Air • Air 2 • Mini 2 • Mini 3 • Mini 4 • Pro 12,9" • Pro 9,7" • 5 • Pro 12,9" 2nd • Pro 10,5"     | 6ª         | 11.0 - 11.0.1 - 11.0.2 - 11.0.3 - 11.1 - 11.1.1 - 11.1.2                                                                            | Semi-Untethered | Jonathan Levin      |
| Electra       | 1.3.2              | ipa           | 5S • 6 • 6 Plus • 6S • 6S Plus • SE • 7 • 7 Plus • 8 • 8 Plus • X | Air • Air 2 • Mini 2 • Mini 3 • Mini 4 • Pro 12,9" • Pro 9,7" • 5 • 6 • Pro 12,9" 2nd • Pro 10,5" | 6ª         | 11.0 - 11.0.1 - 11.0.2 - 11.0.3 - 11.1 - 11.1.1 - 11.1.2 - 11.2 - 11.2.1 - 11.2.2 - 11.2.5 - 11.2.6 - 11.3 - 11.3.1 - 11.4 - 11.4.1 | Semi-Untethered | Electra Team        |
| unc0ver       | 6.1.1              | ipa           | 5S • 6 • 6 Plus • 6S • 6S Plus • SE • 7 • 7 Plus • 8 • 8 Plus • X | Air • Air 2 • Mini 2 • Mini 3 • Mini 4 • Pro 12,9" • Pro 9,7" • 5 • 6 • Pro 12,9" 2nd • Pro 10,5" | 6ª         | 11.0 - 11.0.1 - 11.0.2 - 11.0.3 - 11.1 - 11.1.1 - 11.1.2 - 11.2 - 11.2.1 - 11.2.2 - 11.2.5 - 11.2.6 - 11.3 - 11.3.1 - 11.4 - 11.4.1 | Semi-Untethered | pwn20wnd & sbingner |

### iOS 12.0 - 12.4.9
| Nome software | Versione strumento | Eseguibile da | Hardware                                                                             | Hardware | Hardware   | Firmware | Tipo            | Autore              |
| Nome software | Versione strumento | Eseguibile da | iPhone                                                                               | iPad | iPod touch | Firmware | Tipo            | Autore              |
| ------------- | ------------------ | ------------- | ------------------------------------------------------------------------------------ | --- | ---------- | --- | --------------- | ------------------- |
| unc0ver       | 6.1.1              | ipa           | 5S • 6 • 6 Plus • 6S • 6S Plus • SE • 7 • 7 Plus • 8 • 8 Plus • X • XR • XS • XS Max | Air • Air 2 • Air 3rd • Mini 2 • Mini 3 • Mini 4 • Mini 5ª • Pro 12,9" • Pro 9,7" • 5 • 6 • Pro 12,9" 2nd • Pro 10,5" • Pro 11" • Pro 12,9" 3rd | 6ª • 7ª    | 12.0 - 12.0.1 - 12.1 - 12.1.1 - 12.1.2 - 12.1.3 - 12.1.4 - 12.2 - 12.3 - 12.3.1 - 12.4 - 12.4.1 - 12.4.2 - 12.4.3 - 12.4.4 - 12.4.5 - 12.4.6 - 12.4.7 - 12.4.8 - 12.4.9 - 12.5 - 12.5.1 | Semi-Untethered | pwn20wnd & sbingner |
| Chimera       | 1.6.2              | ipa           | 5S • 6 • 6 Plus • 6S • 6S Plus • SE • 7 • 7 Plus • 8 • 8 Plus • X • XR • XS • XS Max | Air • Air 2 • Air 3rd • Mini 2 • Mini 3 • Mini 4 • Mini 5ª • Pro 12,9" • Pro 9,7" • 5 • 6 • Pro 12,9" 2nd • Pro 10,5" • Pro 11" • Pro 12,9" 3rd | 6ª • 7ª    | 12.0 - 12.0.1 - 12.1 - 12.1.1 - 12.1.2 -12.1.3 - 12.1.4 - 12.2 - 12.3 - 12.3.1 - 12.4 - 12.4.1 - 12.4.2 - 12.4.3 - 12.4.4 - 12.4.5 - 12.4.6 - 12.4.7 - 12.4.8 - 12.4.9 - 12.5 - 12.5.1  | Semi-Untethered | Electra Team        |
| checkra1n     | beta 0.12.2        | Mac           | 5S • 6 • 6 Plus • 6S • 6S Plus • SE • 7 • 7 Plus • 8 • 8 Plus • X                    | Air • Air 2 • Mini 2 • Mini 3 • Mini 4 • 5 • 6 • Pro 12,9" • Pro 9,7" • Pro 12,9" 2nd • Pro 10,5"                                               | 6ª • 7ª    | 12.0 - 12.0.1 - 12.1 - 12.1.1 - 12.1.2 - 12.1.3 - 12.1.4 - 12.2 - 12.3 - 12.3.1 - 12.4 - 12.4.1 - 12.4.2 - 12.4.3 - 12.4.4 - 12.4.5 - 12.4.6 - 12.4.7 - 12.4.8 - 12.4.9 - 12.5 - 12.5.1 | Semi-Tethered   | Kim Jong Cracks     |
| checkra1n     | beta 0.12.2        | Linux         | 5S • 6 • 6 Plus • 6S • 6S Plus • SE • 7 • 7 Plus • 8 • 8 Plus • X                    | Air • Air 2 • Mini 2 • Mini 3 • Mini 4 • 5 • 6 • Pro 12,9" • Pro 9,7" • Pro 12,9" 2nd • Pro 10,5"                                               | 6ª • 7ª    | 12.0 - 12.0.1 - 12.1 - 12.1.1 - 12.1.2 - 12.1.3 - 12.1.4 - 12.2 - 12.3 - 12.3.1 - 12.4 - 12.4.1 - 12.4.2 - 12.4.3 - 12.4.4 - 12.4.5 - 12.4.6 - 12.4.7 - 12.4.8 - 12.4.9 - 12.5 - 12.5.1 | Semi-Tethered   | Kim Jong Cracks     |

### iOS & iPadOS 13.0 - 13.7
| Nome software | Versione strumento | Eseguibile da | Hardware                                                                                               | Hardware | Hardware   | Firmware | Tipo            | Autore              |
| Nome software | Versione strumento | Eseguibile da | iPhone                                                                                                 | iPad | iPod touch | Firmware | Tipo            | Autore              |
| ------------- | ------------------ | ------------- | --- | --- | ---------- | --- | --------------- | ------------------- |
| checkra1n     | beta 0.12.2        | Mac           | 6S • 6S Plus • SE • 7 • 7 Plus • 8 • 8 Plus • X                                                        | Air 2 • Mini 4 • 5 • 6 • 7 • Pro 12,9" • Pro 9,7" • Pro 12,9" 2nd • Pro 10,5"                                                                                  | 7ª         | 13.0 - 13.1 - 13.1.1 - 13.1.2 - 13.1.3 - 13.2 - 13.2.2 - 13.2.3 - 13.3 - 13.3.1 - 13.4 - 13.4.1 - 13.5 - 13.5.1 - 13.6 - 13.6.1 - 13.7 | Semi-Tethered   | Kim Jong Cracks     |
| checkra1n     | beta 0.12.2        | Linux         | 6S • 6S Plus • SE • 7 • 7 Plus • 8 • 8 Plus • X                                                        | Air 2 • Mini 4 • 5 • 6 • 7 • Pro 12,9" • Pro 9,7" • Pro 12,9" 2nd • Pro 10,5"                                                                                  | 7ª         | 13.0 - 13.1 - 13.1.1 - 13.1.2 - 13.1.3 - 13.2 - 13.2.2 - 13.2.3 - 13.3 - 13.3.1 - 13.4 - 13.4.1 - 13.5 - 13.5.1 - 13.6 - 13.6.1 - 13.7 | Semi-Tethered   | Kim Jong Cracks     |
| unc0ver       | 6.1.1              | ipa           | 6S • 6S Plus • SE • 7 • 7 Plus • 8 • 8 Plus • X • XR • XS • XS Max • 11 • 11 Pro • 11 Pro Max • SE 2nd | Air • Air 2 • Air 3rd • Mini 4 • Mini 5ª • Pro 12,9" • Pro 9,7" • 5 • 6 • 7 • Pro 12,9" 2nd • Pro 10,5" • Pro 11" • Pro 12,9" 3rd • Pro 11" 2nd • Pro 12,9 4th | 7ª         | 13.0 - 13.1 - 13.1.1 - 13.1.2 - 13.1.3 - 13.2 - 13.2.2 - 13.2.3 - 13.3 - 13.3.1 - 13.4 - 13.4.1 - 13.5 - 13.5.1 - 13.6 - 13.6.1 - 13.7 | Semi-Untethered | pwn20wnd & sbingner |
| Odyssey       | 1.3.0              | ipa           | 6S • 6S Plus • SE • 7 • 7 Plus • 8 • 8 Plus • X • XR • XS • XS Max • 11 • 11 Pro • 11 Pro Max • SE 2nd | Air • Air 2 • Air 3rd • Mini 4 • Mini 5ª • Pro 12,9" • Pro 9,7" • 5 • 6 • 7 • Pro 12,9" 2nd • Pro 10,5" • Pro 11" • Pro 12,9" 3rd • Pro 11" 2nd • Pro 12,9 4th | 7ª         | 13.0 - 13.1 - 13.1.1 - 13.1.2 - 13.1.3 - 13.2 - 13.2.2 - 13.2.3 - 13.3 - 13.3.1 - 13.4 - 13.4.1 - 13.5 - 13.5.1 - 13.6 - 13.6.1 - 13.7 | Semi-Untethered | Coolstar            |

### iOS & iPadOS 14.0 - 14.4.1
| Nome software | Versione strumento | Eseguibile da | Hardware | Hardware | Hardware   | Firmware                                           | Tipo            | Autore              |
| Nome software | Versione strumento | Eseguibile da | iPhone | iPad | iPod touch | Firmware                                           | Tipo            | Autore              |
| ------------- | ------------------ | ------------- | --- | --- | ---------- | -------------------------------------------------- | --------------- | ------------------- |
| checkra1n     | beta 0.12.2        | Mac           | 6S • 6S Plus • SE • 7 • 7 Plus • 8 • 8 Plus • X                                                                                             | Air 2 • Mini 4 • 5 • 6 • 7 • Pro 12,9" • Pro 9,7" • Pro 12,9" 2nd • Pro 10,5"                                                                                  | 7ª         | 14.0 - 14.0.1 - 14.1 - 14.2 - 14.3 - 14.4 - 14.4.1 | Semi-Tethered   | Kim Jong Cracks     |
| checkra1n     | beta 0.12.2        | Linux         | 6S • 6S Plus • SE • 7 • 7 Plus • 8 • 8 Plus • X                                                                                             | Air 2 • Mini 4 • 5 • 6 • 7 • Pro 12,9" • Pro 9,7" • Pro 12,9" 2nd • Pro 10,5"                                                                                  | 7ª         | 14.0 - 14.0.1 - 14.1 - 14.2 - 14.3 - 14.4 - 14.4.1 | Semi-Tethered   | Kim Jong Cracks     |
| unc0ver       | 6.1.1              | ipa           | 6S • 6S Plus • SE • 7 • 7 Plus • 8 • 8 Plus • X • XR • XS • XS Max • 11 • 11 Pro • 11 Pro Max • SE 2nd • 12 • 12 Pro • 12 Pro Max • 12 Mini | Air • Air 2 • Air 3rd • Mini 4 • Mini 5ª • Pro 12,9" • Pro 9,7" • 5 • 6 • 7 • Pro 12,9" 2nd • Pro 10,5" • Pro 11" • Pro 12,9" 3rd • Pro 11" 2nd • Pro 12,9 4th | 7ª         | 14.0 - 14.0.1 - 14.1 - 14.2 - 14.2.1 - 14.3        | Semi-Untethered | pwn20wnd & sbingner |

### tvOS 9.0 - 14.4
| Nome software | Versione strumento | Eseguibile da | Hardware     | Firmware           | Tipo            | Autore              |
| ------------- | ------------------ | ------------- | ------------ | ------------------ | --------------- | ------------------- |
| Pangu9        | 1.0.0              | Windows       | 4ª Gen.      | 9.0 - 9.0.1        | Untethered      | PanGu Team          |
| Pangu9        | 1.0.0              | Mac           | 4ª Gen.      | 9.0 - 9.0.1        | Untethered      | PanGu Team          |
| LiberTV       | 1.0                | ipa           | 4ª Gen.      | 10.0 - 10.1        | Semi-Untethered | Jonathan Levin      |
| LiberTV       | 1.1                | ipa           | 4ª Gen. • 4K | 11.0 - 11.1        | Semi-Untethered | Jonathan Levin      |
| backr00m      | 1.1                | ipa           | 4ª Gen. • 4K | 10.2.2 - 11.1      | Semi-Untethered | nitoTV              |
| electraTV     | 1.3.2              | ipa           | 4ª Gen. • 4K | 11.0 - 11.4.1      | Semi-Untethered | Electra Team        |
| ChimeraTV     | 1.3.9              | ipa           | 4ª Gen. • 4K | 12.0 - 12.2 + 12.4 | Semi-Untethered | Electra Team        |
| checkra1n     | beta 0.12.1        | Mac           | 4ª Gen. • 4K | 12.0 - 14.4        | Semi-Tethered   | Kim Jong Cracks     |
| checkra1n     | beta 0.12.1        | Linux         | 4ª Gen. • 4K | 12.0 - 14.4        | Semi-Tethered   | Kim Jong Cracks     |
| unc0verTV     | 5.3.0              | ipa           | 4ª Gen. • 4K | 11.0 - 13.4.5      | Semi-Untethered | pwn20wnd & sbingner |

## Virus, Worm e Malware
I rischi di virus, worm o accessi da terzi non riguardano tutti gli iPhone jailbroken, ma solo quelli su cui viene installato e attivato "Open SSH", da cui si può accedere alle cartelle di sistema via Wi-Fi. Questo problema può essere evitato modificando la password di default dell'utente root.
All'inizio del novembre 2009 è apparso il primo worm per iPhone, erroneamente chiamato virus da alcuni media che hanno diffuso la notizia. Venne creato da Ashley Towns, uno studente australiano di Wollongong una cittadina del Nuovo Galles del Sud a sud di Sydney. Il giovane studente ha dichiarato ad alcune testate del suo paese di aver creato il worm per attirare l'attenzione sulla sicurezza dei dispositivi di casa Apple sottoposti a jailbreak. Uno dei vantaggi più noti del jailbreak è la possibilità, negata dal sistema originale, di accedere attraverso il proprio computer alle cartelle di sistema tramite SSH. Al servizio si accede tramite una combinazione di username e password di default e quindi nota a tutti, è proprio questa porta lasciata spesso incautamente aperta dall'utente che non disattiva SSH quando non è in uso, che Towns ha dichiarato di aver usato per la diffusione del worm. L'unico effetto della forma primaria del worm sul dispositivo era il cambio dello sfondo con una foto di Rick Astley assecondando così il fenomeno del Rickrolling. Anche se il worm originale è innocuo, il codice sorgente è stato reso pubblico. È quindi possibile che ne vengano create varianti molto più pericolose.
Il 22 novembre 2009, la F-Secure ha annunciato l'esistenza di un nuovo worm che potrebbe compromettere la sicurezza delle transazioni bancarie, ma il caso riguarda solo gli utenti olandesi con iPhone jailbroken.
Nell'agosto del 2015 venne scoperto un malware chiamato KeyRaider che colpisce solo dispositivi jailbroken. Secondo il Palo Alto Networks infettò 225.000 dispositivi, soprattutto in Cina. Il malware è capace di rubare i dati dell’ID Apple, ma anche bloccare in remoto i dispositivi. Fortunatamente il malware è eliminabile con un semplice script.